# Половко Олексій Віталійович
Половко Олексій Віталійович (1975–2024) — український військовослужбовець, старший сержант 114-тої окремої бригади територіальної оборони ЗСУ, учасник російсько-української війни.

## Життєпис
Народився 12 грудня 1975 року в смт. Вугляр біля Макіївка, Донецької області. У дошкільному віці родина Олексія переїхала до міста Фастів, Київської області.
У 1991 році Олексій закінчив Фастівську ЗОШ № 9 і вступив у Київське річкове училище на спеціальність «Технічна експлуатація електроустаткування та автоматики суден», яке закінчив 1995 році і отримав кваліфікацію техніка-електромеханіка.
До служби в армії Олексій працював на пасажирських теплоходах, які курсували по Дніпру. В 1996–1997 роках проходив строкову службу в армії, Прикордонні Війська України. Під час служби закінчив школу сержантів у Львівській області та отримав звання старшого сержанта.
Після служби в армії Олексій продовжив працювати в галузі судноплавства України.
У 2004 році закінчив коледж морського і річкового флоту Київської державної академії водного транспорту ім. гетьмана Петра Конашевича-Сагайдачного за спеціальністю «Судноводіння» і здобув кваліфікацію молодшого спеціаліста — судноводія.
У 2008 році закінчив навчання в Київська державна академія водного транспорту ім. гетьмана Петра Конашевича-Сагайдачного, отримав базову вищу освіту за напрямом підготовки «Судноводіння і енергетика суден» і здобув кваліфікацію бакалавра з судноводіння.
Працював в різних іноземних компаніях міжнародного судноплавства. Пройшов шлях від моториста до помічника капітана. Об'їздив багато країн світу.
Початок Російське вторгнення в Україну 24 лютого 2024 Олексій застав перебуваючи в Україні. Того ж дня він пішов у Фастівський Територіальний центр комплектування та соціальної підтримки та добровільно вступив у лави ЗСУ.
Проходив службу у 208 батальйоні 114-та окрема бригада територіальної оборони.
Під час військової служби неодноразово брав участь у бойових діях на лінії фронту.
У квітні 2024 року був переведений до 134 батальйону 114-та окрема бригада територіальної оборони.
Того ж місяця, у складі даного батальйону, вирушив на виконання чергового бойового завдання у Покровський район, Донецька область.
Там був прикомандирований до 47-ма окрема механізована бригада.
Загинув  29 квітня 2024 року в стрілецькому бою,відбиваючи ворожий штурм регулярних військ збройних сил РФ на позиції Сил оборони України в н.п. Соловйове, Покровський район, Донецька область

## Нагороди
Нагрудний знак «Ветеран війни» (Україна), Хрест «Честь і Слава», відзнака «Почесний громадянин Фастівської територіальної громади» (посмертно)